# Coelomera bajula
Coelomera bajula es un coleóptero de la familia Chrysomelidae.
Fue descrita científicamente en 1808 por Olivier.